# Gouden Kruis voor Vijfentwintig Dienstjaren als Officier
Het Gouden Kruis voor Vijfentwintig Dienstjaren als Officier werd op 24 december 1838 door Groothertog Paul Frederik August van Oldenburg ingesteld. De datum herinnert aan de oproep van de uit ballingschap teruggekeerde Hertog Paul Frederik Ludwig die op 24 december 1813 opriep tot mobilisatie van zijn onderdanen. Deze dag lag nu 25 jaar terug en diegenen die in 1813 aan de hertogelijke oproep gehoor hadden gegeven en de dienst niet hadden verlaten konden zich op 25 dienstjaren beroemen. In de 19e eeuw ontstond de traditie om militairen voor langdurige dienst met een onderscheiding te belonen. Het Koninkrijk der Nederlanden deed dat sinds 1825 met een Onderscheidingsteken voor Langdurige, Eerlijke en Trouwe Dienst en na 1844 met het "Jeneverkruis" voor officieren.
Het Oldenburgse ereteken was een verguld bronzen of verguld zilveren kruis pattée met gladde armen en een rond medaillon met op de voorzijde het getal "XXV" en op de keerzijde de gekroonde initialen "PFA" in Gotisch schrift. Het kruis werd aan een rood lint met smalle blauwe biesen op de linkerborst gedragen.
In de jaren 1838 - 1867 werden de kruisen ieder jaar op de 24e december aan die jubilerende officieren uitgereikt die geen zware vergrijpen tegen de krijgstucht op hun conduitestaat hadden staan. Niet combattante officieren als legerartsen konden het kruis alleen dragen wanneer zij een veldtocht hadden meegemaakt.
Aan het kruis was voor luitenants een pensioen van tien gulden per maand verbonden.
Het kruis heeft slechts korte tijd bestaan. In 1867 werd het vervangen door een soberder onderscheiding, de "Dienstauszeichnungen für 18, 12 und 9 Dienstjahre". Voor sergeanten (Feldwebel) en lagere rangen bestond van 1838 tot 1867 een Zilveren Kruis voor Vijfentwintig Dienstjaren als Militair in de Rang van Sergeant en in Lagere Rangen.